# Costești
Costeşti é uma cidade da Romênia com 12.091 habitantes, localizada no judeţ (distrito) de Argeş.